# Iwo z Bretanii
Iwo z Bretanii OFS, Iwo z Kermartin, właśc. Yves Hélory (ur. 17 października 1253 na dworze Kermartin w pobliżu Tréguier, zm. 19 maja 1303 w Louannec w Bretanii) – francuski prezbiter, tercjarz franciszkański, święty Kościoła katolickiego.

## Życiorys
Iwo urodził się w Bretanii, jako syn Hélorego, pana Kermartin i Azo du Kenquis.
W 1267, jako Iwo Hélory, rozpoczął naukę na Uniwersytecie Paryskim, gdzie następnie ukończył wyższe studia z prawa cywilnego. W 1277 rozpoczął studia z prawa kanonicznego na uniwersytecie w Orleanie. Po powrocie do Bretanii został wyznaczony w roku 1280 przez archidiakona Rennes na stanowisko diecezjalnego sędziego duchownego. W 1284 został zaproszony przez biskupa Tréguier do pełnienia obowiązków oficjała sądu biskupiego. Jako kościelny prawnik nie wahał się opierać niesprawiedliwej władzy państwowej, która ingerowała w prawa Kościoła. Przez całe dorosłe życie otaczał opieką ludzi ubogich, dlatego też nadano mu miano „adwokata biedaków”. Żył bardzo skromnie, służąc innym ludziom. W swoim domu urządził: szpital, łaźnię, sierociniec i przytułek dla najuboższych. Iwo był członkiem III Zakonu Braci Mniejszych.
Iwo Hélory zmarł w rodzinnej Bretanii. Został pochowany w miejscowości Tréguier, gdzie znajdują się również jego relikwie (w katedrze Świętego Tugduala).
Na jego grobie wyryto inskrypcję:
Sanctus Ivo erat Brito/ Advocatus et non latro/ Res miranda populo – Święty Iwo był Bretończykiem, adwokatem a nie bandytą – rzecz zadziwiająca dla ludzi.

## Kult
W czerwcu 1347 papież Klemens VI ogłosił Iwona świętym.
Patronuje Bretanii i prawnikom. Uznawany jest również za opiekuna ludzi biednych, patrona wdów i sierot.
W ikonografii święty przedstawiany jest, jako sędzia w todze i birecie, czasami jako diakon w dalmatyce.
Atrybutami św. Iwona są m.in.: księga, zwój pergaminu i pióro.
Dzień obchodów
Wspomnienie liturgiczne w Kościele katolickim obchodzone jest 19 maja.
Każdego roku prawnicy z całego świata spotykają się w Tréguier na odpuście św. Iwona, odprowadzając w procesji relikwiarz z czaszką świętego, z Katedry św. Tugduala do Kościoła NMP w Minihy-Trég.

## Kościoły i kaplice
We współczesnej Polsce z kultem Św. Iwona łączy się nazwa miejscowości Iwonicz oraz Iwonicz-Zdrój, gdzie w roku 1464 poświęcony został pierwszy drewniany kościół. Pod koniec XVIII wieku uzdrowisko iwonickie znalazło się w dobrach rodziny Załuskich, którzy w roku 1838 ufundowali tam ponownie kaplicę Św. Iwo. W latach 1894–1895 wybudowano nowy kościół pw. Św. Iwona. W roku 1952 dzięki badaniom archiwalnym ks. dr Jana Rąba ostatecznie ustalono, że patronem iwonickiej świątyni jest Św. Iwon Hélory z Kermatin w Bretanii.
Kult św. Iwona żywy był także w innym miejscu na Podkarpaciu, wsi Rudołowice, gdzie w 1393 roku Mikołaj Mzurowski ufundował drewniany kościół parafialny, który w 1446 roku oddano pod opiekę Zakonu Kanoników Regularnych Grobu Jerozolimskiego – bożogrobców. Zakon ten sprawowali nad nim pieczę do XVIII wieku. O nabożeństwie do patrona prawników i ubogich świadczy obraz św. Iwona umieszczony na szczycie nastawy ołtarzowej (retabulum) prawego bocznego ołtarza. Pod wizerunkiem znajduje się napis: SWIETY IWON PATRON OSOBLWY W UCISKACH PRAWNYCH LUDZY UKRZYWDZO YWINYCH UTRAPIENIACH. Do tej pory nie przeprowadzono badań, które wykazałyby, z jakiego okresu pochodzi ów obraz. Prawdopodobne wydaje się, że został on wprowadzony do kościoła dopiero podczas jego rozbudowy w latach 1903–1905, którą kierował doktor prawa, Aleksander Marian Janowicz, profesor Uniwersytetu Lwowskiego – właściciel Rudołowic. Jako wykształcony prawnik zapewne znał patrona wykonywanej przez siebie profesji. Niewykluczone jednak, że obraz jest znacznie starszy.

Kościoły i kaplice w Polsce
- Kościół pw. św. Iwona i Matki Boskiej Uzdrowienia Chorych w Iwoniczu-Zdroju (1894-95)
- Kościół pw. Matki Bożej Uzdrowienia Chorych i św. Iwona (1995)
- Kaplica św. Iwona w Kościele NMP na Piasku we Wrocławiu.

Kościoły w Europie
- Kościół św. Iwona w Rzymie (Sant’Ivo alla Sapienza) znajdujący się na dziedzińcu Palazzo della Sapienza (Pałacu Mądrości) Uniwersytetu Rzymskiego
- Kościół św. Iwona z Bretanii w Rzymie (Sant’Ivo dei Bretoni) na Campo Marzio[2]

Galeria

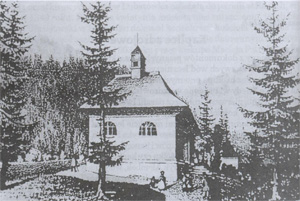
Kaplica św. Iwo w Iwoniczu-Zdroju (1852)
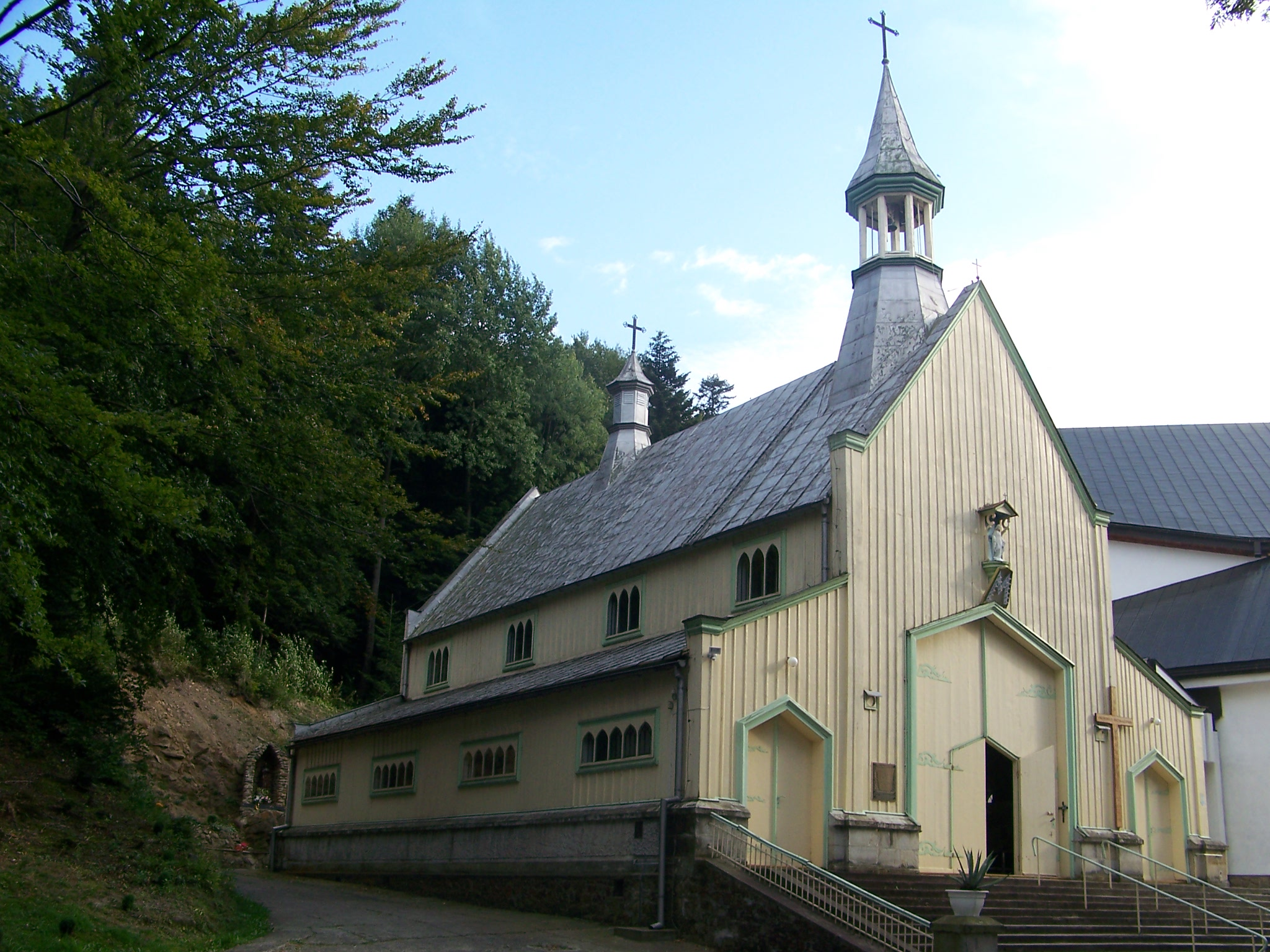
Kościół św. Iwo w Iwoniczu-Zdroju
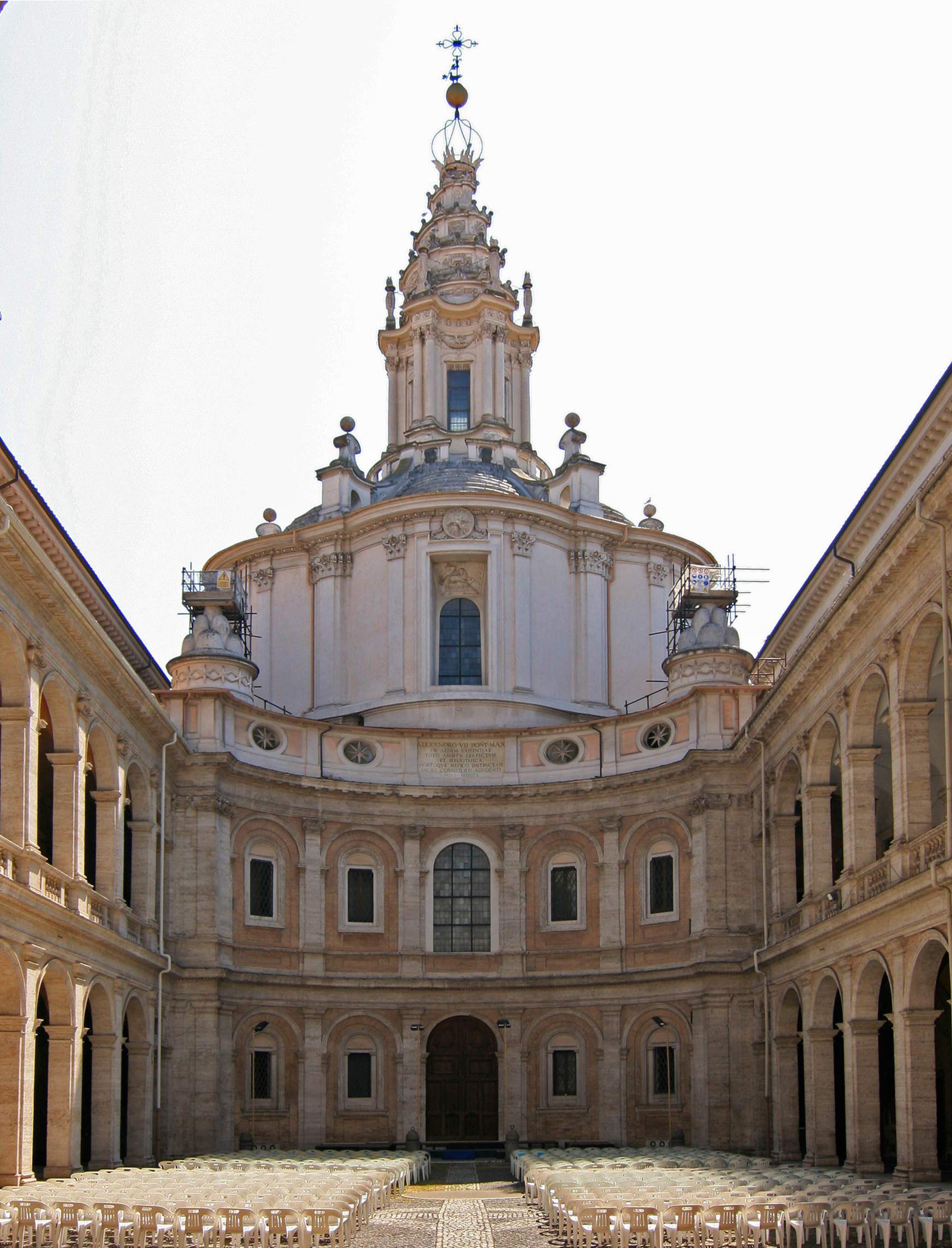
Sant’Ivo alla Sapienza